# Ceriomura perita
Ceriomura perita är en spindelart som först beskrevs av George William Peckham och Elizabeth Maria Gifford Peckham 1894.  Ceriomura perita ingår i släktet Ceriomura och familjen hoppspindlar. Inga underarter finns listade i Catalogue of Life.